# Martin Hlinka
Martin Hlinka (* 25. September 1976 in Bratislava, Tschechoslowakei) ist ein ehemaliger slowakischer Eishockeyspieler, der im Verlauf seiner aktiven Karriere unter anderem für die Kassel Huskies und Hannover Scorpions in der Deutschen Eishockey Liga gespielt hat.

## Karriere
Hlinka begann seine Karriere 1995 im Team des Augsburg College, für das er im Spielbetrieb der US-amerikanischen Collegeliga NCAA auf dem Eis stand. Dort zeigte der Flügelstürmer gute Leistungen und gehörte zu den punktbesten Angreifern im Team. Bereits in seiner zweiten Saison am College erzielte Hlinka in 24 Spielen 40 Scorerpunkte. Der Linksschütze beendete daraufhin sein Studium und unterschrieb im Sommer 1999 einen Vertrag bei den Quad City Mallards aus der United Hockey League, in deren Dienst er zum Ende der Saison 1999/00 als einer der besten Neulinge ins UHL All-Rookie Team berufen wurde.
Während der Spielzeit 2000/01 bekam der Slowake die Chance, sich in der American Hockey League bei den Portland Pirates, dem damaligen Farmteam der Washington Capitals, zu beweisen. Hlinka nutzte die Chance und gehörte fortan zum Stammkader der Pirates und absolvierte in zwei Jahren er 110 Einsätze, in denen er 55 Scorerpunkte erzielen konnte. Die Spielzeit 2002/03 musste der damals 26-Jährigen aufgrund einer schweren Verletzung komplett aussetzen.
Nach der Auskurierung ging Martin Hlinka fortan für die Hershey Bears aufs Eis, nachdem er sich letzten Endes jedoch kaum noch Chancen auf ein dauerhaftes Engagement in der NHL ausrechnete, unterschrieb der Stürmer zur Saison 2005/06 einen Vertrag bei den Kassel Huskies aus der Deutschen Eishockey Liga. Hlinka gelang bei den Nordhessen der Durchbruch und er gehörte dem Stammkader an, dennoch konnte der Slowake den sportlichen Abstieg der Huskies nicht verhindern und verließ daraufhin den Verein nach nur einem Jahr wieder.
Martin Hlinka schloss sich daraufhin den Hannover Scorpions an, mit denen er in der Saison 2009/10 Deutscher Meister wurde. Seine Karriere ließ er in der Spielzeit 2013/14 bei den St. Charles Chill in der Central Hockey League ausklingen.

## Erfolge und Auszeichnungen
- 2006 Teilnahme am DEL All-Star Game
- 2010 Deutscher Meister mit den Hannover Scorpions